# Đảo Cunningham
Đảo Cunningham là một hòn đảo ở vùng Central Coast của tỉnh British Columbia. Phía tây là đảo Chatfield, phía nam là đảo Denny, và phía đông là đại lục. Nó được đặt tên bởi thuyền trưởng Charles Pender của Beaver vào khoảng năm 1866, theo tên Thomas Cunningham, một người định cư British Columbia. Bờ biển phía bắc và đông được ban đặc quyền bởi George Vancouver vào năm 1793.